# Кульові млини з розвантаженням через решітку

Кульові млини з розвантаженням через решітку (МШР) звичайно встановлюють на першій стадії подрібнення. Вони видають подрібнений продукт з меншим вмістом шламів і мають більшу питому продуктивність у порівнянні з кульовими млинами з центральним розвантаженням, але більш складні за конструкцією.
Кульовий млин з розвантаженням через решітку (рис. 1.23) складається з циліндричного барабана 1 із торцевими кришками 2 і 6. Барабан і кришки футерують зсередини стальними плитами 8, які закріплені болтами 9. Торцеві кришки мають пустотілі цапфи: завантажувальну 4 і розвантажувальну 14, за допомогою яких барабан опирається на корінні підшипники 3 і 15.
Усередині пустотілих цапф установлені змінні лійки. Біля розвантажувального кінця млина установлена решітка 10. Решітка складається з секторів, які можуть бути литими з довгастими отворами або збірними з колосників трапецієподібної форми. Секторні решітки кріпляться до торцевої кришки смугами з марганцевистої сталі на болтах. Простір між решіткою і торцевою кришкою розділено перегородками — ліфтерами 12 на секторні камери, які відкриті у цапфу 14. Наявність решітки і секторних камер дозволяє здійснити примусове розвантаження подрібненого продукту з млина і підтримувати низький рівень пульпи, що у свою чергу спричиняє зменшення об'єму матеріалу у млині і скорочення часу подрібнення. При обертанні млина ліфтери 12 діють, як елеваторне колесо: піднімають пульпу до рівня розвантажувальної цапфи 14, через яку вона видаляється з млина.
У барабан завантажуються сталеві або чавунні кулі різного діаметра (від 40 до 150 мм). Об'єм куль становить приблизно половину об'єму млина. При обертанні барабана кулі сповзають, скочуються або падають і подрібнюють зерна корисної копалини. Подрібнення руди відбувається головним чином внаслідок ударів подрібнювальних тіл і частково стиранням і роздавлюванням.
Усередині пустотілих цапф установлені змінні лійки. Біля розвантажувального кінця млина установлена решітка 10. Решітка складається з секторів, які можуть бути литими з довгастими отворами або збірними з колосників трапецієподібної форми. Секторні решітки кріпляться до торцевої кришки смугами з марганцевистої сталі на болтах. Простір між решіткою і торцевою кришкою розділено перегородками — ліфтерами 12 на секторні камери, які відкриті у цапфу 14. Наявність решітки і секторних камер дозволяє здійснити примусове розвантаження подрібненого продукту з млина і підтримувати низький рівень пульпи, що у свою чергу спричиняє зменшення об'єму матеріалу у млині і скорочення часу подрібнення. При обертанні млина ліфтери 12 діють, як елеваторне колесо: піднімають пульпу до рівня розвантажувальної цапфи 14, через яку вона видаляється з млина.
У барабан завантажуються сталеві або чавунні кулі різного діаметра (від 40 до 150 мм). Об'єм куль складає приблизно половину об'єму млина. При обертанні барабана кулі сповзають, скочуються або падають і подрібнюють зерна корисної копалини. Подрібнення руди відбувається головним чином у результаті ударів подрібнювальних тіл і частково стиранням і роздавлюванням.
Вихідний матеріал завантажується у млин живильником 5 барабанного або комбінованого типу закріпленим на завантажувальній цапфі 4. Млини мають люки 7 для вивантаження зношених куль, введення футеровки всередину барабанів і огляду млина. Розвантажувальна цапфа має дещо більший діаметр, ніж завантажувальна, що обумовлює нахил дзеркала пульпи у бік розвантаження у млині.
Обертання барабана передається від електродвигуна через вінцеву шестерню, закріплену на барабані. У млинах великих розмірів тихохідний електродвигун приєднується до приводного вала за допомогою еластичної муфти, а у млинах малих розмірів через редуктор. У млинах самоподрібнення вінцева шестерня закріплена на розвантажувальній цапфі.